# Tumblr
A Tumblr, stilizált formájában: "tumblr.", egy mikroblogok írására alkalmas felület, melyeken szövegeket, fényképeket, videókat, linkeket, idézeteket és hangfelvételeket lehet megosztani egy rövid blogon keresztül. A felhasználók követhetik egy másik felhasználó blogját, vagy akár sajátot is szerkeszthetnek. A szolgáltató az oldal egyszerűségét hangsúlyozza. Köznapi, magyarosított kifejezéssel tumblizásnak nevezik.

## Története

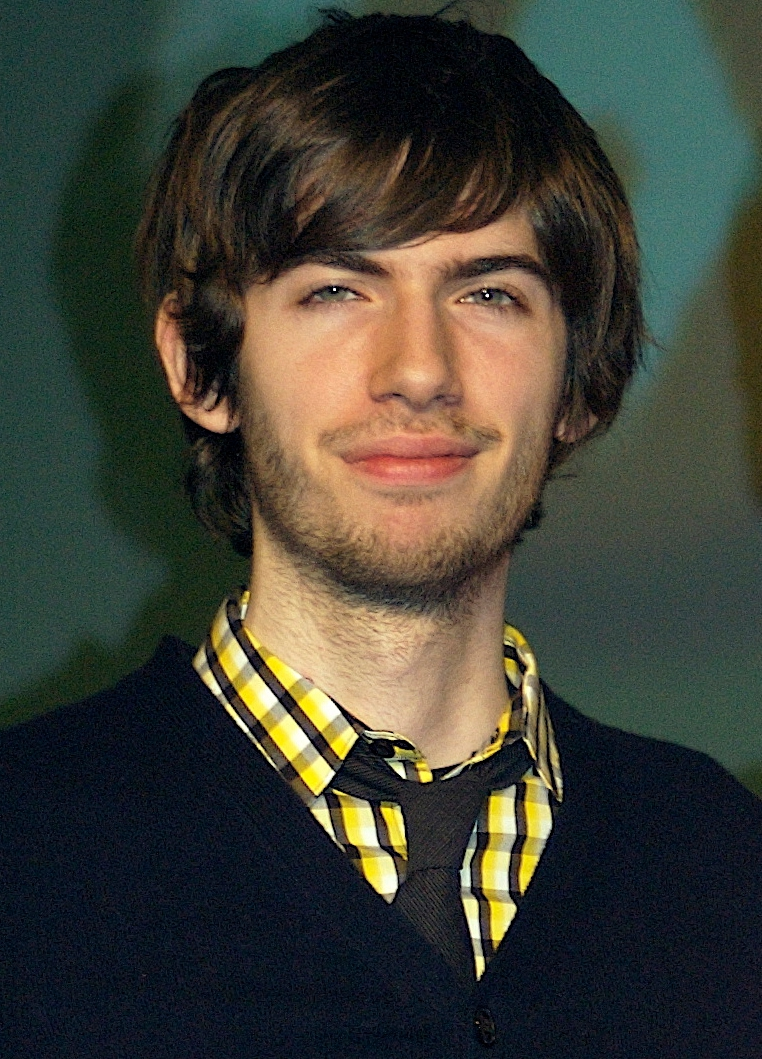
David Karp, az alapító

David Karp és Marco Arment, két vezető fejlesztő 2007-ben alapította meg a Tumblrt. 75 000 blogger rögtön átállt erre a felületre, és a szolgáltatást rövidesen már 3 millió felhasználó vette igénybe. 2009-ben kiadták a Tumblr iPhone-os alkalmazását, melyet Jeff Rock és Garrett Ross fejlesztett, s Tumblerette néven vált ismertté.
David Karp egyik, 2010. március 8-án közzétett bejegyzése szerint a rendszerben naponta 2 millió új bejegyzést és 15 000 új profilt hoznak létre. 2009-es adatok szerint a Tumblr a felhasználóinak 85, míg a Twitter csupán 40%-át tudja megőrizni.
2010. március 17-én a Tumblr munkatársai bejelentették, hogy az alkalmazást a Mobelux készítette program segítségével most már BlackBerry okostelefonokon keresztül is használható. A fejlesztés 2010. április 17-én került fel BlackBerry App World lapjára.
Marco Arment 2010 szeptemberben otthagyta a Tumblrt, és minden erejével az Instapaperre akar koncentrálni.
2010. december 5-én olyan hibát követtek el karbantartás közben, hogy a rendszert 47 órán keresztül nem lehetett elérni.
2011. április 12-én az oldalon több mint 4,5 milliárd bejegyzést és 16,5 millió felhasználót lehetett megtalálni.
A mikroblog-szolgáltatás 2012 áprilisában érte el az 50 millió blogot. Fél évvel később a blogok száma elérte a 70 milliót és ugyanekkor az oldal bekerült az USA-ban a 10 leglátogatottabb weboldal közé. Alig fél évvel később, 2013 márciusára már 100 millió blog és 44,6 milliárd bejegyzés található a Tumblren.
2013 májusában a Yahoo! 1.1 milliárd dollárért megvásárolta a Tumblrt. David Karp, aki a felvásárlást követően is marad az elsőszámú vezető, bejelentette, hogy sem a célokat, sem a csapatot tekintve nem lesz változás, minden marad a régiben.

## Elismertsége
2009 januárban a PC World írása szerint a Tumblr bent volt Obama 5 legtöbbet használt alkalmazása között.
2009 augusztusában a BusinessWeek David Karpot választotta meg az Év Fiatal Vállalkozójának.

## Pénzügyi háttér
A Tumblrt először Karp megtakarításaiból finanszírozták. Ő eredetileg az UrbanBay programtanácsadója volt. Ezen kívül többek között az Union Square Ventures, a Spark Capital, a Martin Varsavsky, John Borthwick (Betaworks) Fred Seibert, és Sequoia Capital is fektetett bele forró tőkét. A Tumblr két vezető befektetője ugyanaz, mint annak idején a Twitteré volt: John Maloney, az UrbanBay alapítója és felesége, Susan Maloney.